# Oklepaj
Oklepáj je nekončno dvodelno ločilo, sestavljeno iz uklepaja in zaklepaja, ki z obeh strani oklepa besedo, številko, stavek ... Uklepaj je desnostični, zaklepaj pa levostični.
Zaklepaj se lahko rabi tudi kot enodelno nekončno ločilo.
Loči med naslednjimi oklepaji:
| Vrsta oklepaja                  | Znak  | Bližnjica na tipkovnici |
| ------------------------------- | ----- | ----------------------- |
| navadni oziroma okrogli oklepaj | ( )   | ⇧ Shift + 8 ali 9       |
| oglati oklepaj                  | [ ]   | AltGr + F ali G         |
| zaviti oklepaj                  | { }   | AltGr + B ali N         |
| poševni oklepaj                 | / /   | ⇧ Shift + 7             |
| pokončni oklepaj                | \| \| | AltGr + W               |
| lomljeni oklepaj                | < >   | < ali ⇧ Shift + <       |

Najpogosteje rabljen je okrogli oklepaj, sicer pa pri uporabi oklepajev znotraj oklepajev velja praviloma naslednje zapovrstje: najprej okrogli, nato oglati, zaviti in na koncu sledi lomljeni oklepaj. Pri uporabi dvojih oklepajev se pogosto rabi poševni oklepaj znotraj okroglega: (Benetke /Italija/ veljajo za eno najbolj čarobnih mest.).

## Raba oklepajev

### Navadni oklepaj
- Ponazoritev, dopolnitev povedanega: »Vitamin C (askorbinska kislina) pripomore k večji telesni odpornosti.«
- Označba vrinjenega stavka: »Miha (moj dolgoleten prijatelj) se bo maja oženil.«
- Ločevanje opozoril, pripomb, dodatkov: »V drugem odstavku besedila (glej izroček) poišči pravopisne napake!«
- Označevanje sestavnih delov besed: »pisatelj(ica)«, »(ne)pomemben«
- Navedba vira: »Prijavljam se na razpisano delovno mesto (Večer, 12. marec 2007, str. 18) tajnice.«

### Oglati oklepaj
- Dopolnilo redaktorja ali prevajalca izvirnega besedila: »Takrat [8. marca] se je znova podal na pot.«
- Fonetični zapis (izgovorjava) besede: »Schladming [šládmink]«
- Lakuna (neohranjeno besedilo): »Moraš [...], da bi našel svoj poklic.«

### Poševni oklepaj
- Izpustitev odvečnega dela navedka: »Kot poroča Platon o Atlantidi: »Pred morsko ožino, ki jo vi s svojim izrazom imenujete Heraklovi stebri, je bil v njem otok – in ta otok je bil večji kot Libija in Azija skupaj in z njega so tedanji popotniki lahko prišli na druge otoke ter z otokov na celotno nasproti ležečo celino, ki je ob tistem resničnem morju. /.../ Pozneje je prišlo do izredno silovitih potresov in poplav, in nastopil je en neznosen dan in noč, ko se je vaša zbrana vojska pogreznila v zemljo; tudi otok Atlantida se je pogreznil v morje in izginil. Zato je tamkajšnje morje še zdaj neplovno in neraziskljivo, saj v njegovi plitvini predstavlja oviro plast blata, ki ga je otok naredil, ko se je pogrezal.««

### Neskladenjska raba
- Oklepaj je v matematiki oznaka, ki določa vrstni red računskih operacij, npr. (3 + 5) : 2 ali funkcijsko odvisnost, npr. f(x). Sestavljen je iz dveh delov, ki se v matematični terminologiji imenujeta predklepaj in zaklepaj.